# الليل (فلم 1961)
الليل فيلم دراما إيطالي إنتاج عام 1961 من إخراج مايكل أنجلو أنطونيوني وبطولة مارسيلو ماستروياني، جين مورو ومونيكا فيتي (ظهر فيه أومبرتو إكو بدور قصير). تم تصويره في ميلان، يروي الفيلم قصة يوم في حياة زوجين غير مخلصين الزوجين وعلاقتهم المتدهورة. حاز الفيلم على جائزة الدب الذهبي في مهرجان برلين الدولي للأفلام عام 1961، وكذلك جائزة ديفيد دي دوناتيلو لأفضل مخرج.  يعتبر فيلم الليل الفيلم الأوسط في ثلاثية تبدأ مع المغامرة (1960) وتنتهي مع الخسوف.

## الحبكة
يقوم الكاتب المعروف جيوفاني بونتانو (مارسيلو ماستروياني)، وزوجته الجميلة ليديا (جان مورو)، بزيارة صديقهما المحتضر توماسو غاراني (بيرنهارد ويكي) في مستشفى في ميلانو. كتاب جيوفاني الجديد، La stagione (الموسم)، قد نشر لتوه ويشيد توماسو بعمل صديقه. يشرب ثلاثتهم الشمبانيا ولكن توماسو يعجز عن إخفاء ألمه الشديد. متأثرة من مرأى صديقها المحتضر، تتركهما ليديا قائلة أنها ستزوره غدا. يبقى جيوفاني وبينما كان يغادر غرفة صديقه تحاول امرأة شابة مريضة إغواءه قبل أن توقفها الممرضات.
خارج المستشفى يرى جيوفاني زوجته تبكي ولكنه لا يحاول مواساتها. أثناء سفرهم بالسيارة يخبرها عن لقائه «المزعج» مع المرأة المريضة ويفاجأ بعدم اكتراث ليديا بالحادث. يصلان إلى احتفال بكتاب جيوفاني الجديد الذي قوبل باستحسان. يوقع جيوفاني الكتب، بينما تراقبه زوجته عن بعد. بعد حين تغادر ليديا التي ما زالت متأثرة من حالة توماسو. تتجول في شوارع ميلانو، إلى أن ينتهي بها المطاف في الحي الذي سكنته مع جيوفاني ببداية زواجهما. تشاهد قتال شوارع عنيف فتحاول إيقافه وفي وقت لاحق تراقب إطلاق صواريخ في الحقل.
في الشقة تهاتف ليديا جيوفاني أخيرا فيذهب ليأخذها من الحي القديم، الذي يبدو عديم القيمة العاطفية بالنسبة له. بعدها يقرران الذهاب إلى ملهى ليلي حيث يشاهدان عرض رقص فاتن ومغر تؤديه راقصة وينخرطان في الحديث. «لم يعد لدي إلهام بل ذكريات فقط» يخبر جيوفاني زوجته. تقترح ليديا أن يتركا النادي لحضور حفلة فاخرة يقيهما رجل أعمال مليونير. «يجب على المرء أن يفعل شيئا»، كما تقول.
في الحفلة، يخالط جيوفاني الضيوف ويبدو منسجما، في حين تتمشى ليديا شاعرة بالملل. يقضون بعض الوقت مع المضيف السيد جيرارديني (فنشنزو كوربيلا)، الذي يبدو خائب الأمل من ثروته ويتبادلان الإطراءات. يتجول جيوفاني ويلتقي فالنتينا جيرارديني (مونيكا فيتي) ابنة المضيف الجميلة. أثناء تبادلهما الغزل تعلمه لعبة قامت باختراعها، تقوم فيها بزلق علبة تجميل صغيرة على الأرض وسرعان ما يتجمع الآخرون لمشاهدة المنافسة. في وقت لاحق يلاقي أحدهما الآخر ويحاول جيوفاني التودد إليها ويقبلها بينما تراقبهما ليديا من الطابق العلوي.
في وقت لاحق يجتمع السيد جيرارديني على انفراد مع جيوفاني ويعرض عليه منصبا إداريا في شركته، لتدوين تاريخ الشركة. يتردد جيوفاني في قبول العرض ولا يعطي جوابا عليه. بوجود ثروة ليديا العائلية ودخله من النشر فلا حاجة له إلى المال. تهاتف ليديا المستشفى وتعلم أن توماسو توفي قبل عشر دقائق. يطغى الحزن عليها، وتراقب الضيوف يستمتعون بوقتهم من نافذة في الطابق العلوي. في وقت لاحق تجلس على طاولة مقابل كرسي فارغ. جيوفاني يمر بجانبها ولا يجلس، لا تخبرخ ليديا عن موت توماسو. يرى جيوفاني فالنتينا ويتبعها، تاركا ليديا وحدها.
تمشي ليديا نحو الفرقة الموسيقية ويبدو أن تتمتع بالموسيقى. رجل يدعى روبرتو (جورجيو نيغرو)، كان يلاحقها، يتوجه إليها ويطلب أن يراقصها فتقبل. مطر فجأئي يجبر الضيوف على البحث عن مكان مأوى بينما يقفز بعضهم في حوض السباحة كالأطفال. بينما كانت ليديا على وشك القفز من لوح الغوص، يوقفها روبرتو ويأخذلها إلى سيارته. تتمتع بالحديث مع روبرتو ولكن حين يحاول تقبيلها ليديا تبعتد عنه ليديا، قائلة «أنا آسفة، لا أستطيع.»
في الحفلة يبحث جيوفاني بين الحضور ويجد فالنتينا وحدها، تراقب المطر. تقول له انها ذكية بما يكفي كي لا تهدم زواج وتطلب منه قضاء بقية السهرة مع زوجته. يكشف جيوفاني أنه يمر «بأزمة» وهي حالة شائعة بين الكتاب ولكن حالته فإنها تؤثر على حياته كلها. يعودون إلى الضيوف، في لحظة عودة ليديا وروبرتو من سفرتهما. يبدو جيوفاني منزعجا قليلا من سلوك ليديا. تدعو فالنتينا ليديا إلى غرفتها لتجفف نفسها، حيث تواجهها ليديا حول زوجها. أثناء حديث المرأتين، يسمع جيوفاني زوجته تقول لفالنتينا أن ترغب الموت وإنهاء معاناة حياتها. بعد أن تلاحظ جيوفاني تقول له انها لا تشعر بالغيرة بالمرة من عبثه مع فالنتينا. يودعان فالنتينا ويغادرون الحفلة في الفجر، فرقة الجاز تستمر بالعزف لبضعة أزواج لا تزال تستمع.
أثناء مشي جيوفاني وليديا عبر ملعب الغولف الخاص بجيرارديني، يتحدثان عن الوظيفة التي عرضت على جيوفاني الذي يقول أنه سيرفضها. تخبره ليديا أخيرا عن موت توماسو وتروي له كيف كان توماسو يدعمها ويتودد إليها لكنها في نهاية المطاف اختارت جيوفاني لأنها أحبته. تقول له: «أرغب بالموت لأني لم أعد أحبك». يعترف جيوفاني بفشل زواجهما ولكنه يقول لها: «دعينا نحاول التمسك بأمر نحن على يقين منه. أنا أحبك. أنا متأكد من أنني ما زلت أحبك». تخرج ليديا رسالة غرام كتبها جيوفاني لها قبل زواجهما وتقرأها بصوت عال. يسألها جيوفاني يطلب من كتبها فتجيبه، «أنت». يحتضنها جيوفاني يقبلها لكنها تقاوم، قائلة انها لم تعد تحبه ولا هو يحبها. عاجز عن الاعتراف بفشله، يواصل جيوفاني محاولة ممارسة الجنس في المخبأ على ملعب للجولف تحت سماء الصباح الرمادية.

## الممثلون
- مارسيلو ماستروياني بدور جيوفاني بونتانو
- جين مورو بدور ليديا
- مونيكا فيتي بدور فالنتينا جيرارديني
- برنارد ويكي بدور توماسو غاراني
- ماريا بيا لوزي بدور ضيفة
- روزي ماتساكوراتي بدور ريزي
- غيدو A. مارسان بدور فانتي
- فينتشنزو كوربيلا بدور السيد جيرارديني
- أغو فورتوناتي بدور تشيزارينو
- غيت مارجيني بدور السنيورة جيرارديني
- جورجيو نيغرو (في الواقع غايتانو «تانينو» نيجروني، جراح عيون روماني معروف) بدور روبرتو
- روبرتا سبيروني بدور بياتريس.[5]

## الرقابة
عندما عرض الليل لأول مرة في إيطاليا في عام 1960 قامت لجنة مراجعة العروض التابعة لوزارة التراث والأنشطة الثقافية بتصنيفه VM16: غير مناسب للأطفال تحت سن 16. وبالإضافة إلى ذلك، فرضت اللجنة حذف المشاهد التالية: 1) المشهد في المستشفى مع ماستروياني وسيدة شابة يجب أن ينتهي في لحظة بداية القبلة؛ 2) المشهد في غرفة تبديل الملابس الذي من الممكن فيه رؤية ثدييا مورو العاريين; 3) إزالة كلمة «عاهرة» التي قالتها إحدى السيدتان أثناء مشيها في الحديقة؛ 4) المشهد الأخير الذي يتعانق فيه ماستروياني ومورو ويتدحرجون على العشب. الوثيقة N° 33395 وقعت في 2 نوفمبر 1960 من قبل وزير رينزو هلفر.

## الإنتاج

### مواقع التصوير
- ميلان، لومبارديا، إيطاليا
- سيستو سان جيوفاني، ميلان، لومبارديا، إيطاليا.[7]

## ردود الفعل

### رأي النقاد
في مقاله النقدي في صحيفة نيويورك تايمز، يكتب بوسلي كراوثر «مثل فيلم المغامرة، إنه ليس عن الحدث إنما عن بوح المشاعر الشخصية، الشكوك والمزاجية التي هي مضمون الفيلم.» كراوثر يشيد بقدرة أنطونيوني على تطوير الدراما «بمهارة خصبة ورقيقة إلى حد مثير وبديهية بشكل مذهل.»
على موقع روتن توميتوز لتجميع مقالات النقد، الفيلم حاصل على علامة 76% بناء على 17 تقييم، وعلامة 91% بالنسبة لتقييم الجمهور. ستانلي كوبريك اعتبر الليل واحد من 10 الأفلام المفضلة لديه.

### الجوائز
- 1961 الدب الذهبي في مهرجان برلين السينمائي الدولي (مايكل أنجلو أنطونيوني) فاز
- 1961 جائز ديفيد دي دوناتيلو لأفضل مخرج (مايكل أنجلو أنطونيوني) فاز
- 1962 الشريط الفضي لأفضل مخرج من تقديم نقابة الصحفيين السينمائيين الوطنية الإيطالية (مايكل أنجلو أنطونيوني) فاز
- 1962 الشريط الفضي لأفضل موسيقى تصويرية من تقديم نقابة الصحفيين السينمائيين الوطنية الإيطالية (جورجيو جاسيليني) فاز
- 1962 الشريط الفضي لأفضل ممثلة مساعدة من تقديم نقابة الصحفيين السينمائيين الوطنية الإيطالية (مونيكا فيتي) فازت
- 1962 جائزة جوسي دبلوم الكفاءة لممثلة أجنبية (جان مورو) فازت[11][12][N 1]

## روابط خارجية
- مقالات تستعمل روابط فنية بلا صلة مع ويكي بيانات